# Steve Archibald
Steve Archibald, né le 27 septembre 1956 à Glasgow (Écosse), est un footballeur écossais, qui évoluait au poste d'attaquant à Tottenham Hotspur et en équipe d'Écosse. 
Archibald a marqué quatre buts lors de ses vingt-sept sélections avec l'équipe d'Écosse entre 1980 et 1986.

## Biographie
Archibald jouait au poste d'attaquant. Après avoir notamment remporté la Coupe UEFA avec Tottenham en 1984, il fut l'un des rares joueurs écossais à tenter sa chance à l'étranger, au FC Barcelone puis à l'Espanyol Barcelone. Avec le FC Barcelone, il remporte le championnat d'Espagne en 1985 et parvient en finale de la Coupe d'Europe en 1986.

### Équipe nationale
Il compte 27 sélections avec l'équipe d'Écosse avec qui il a disputé deux Coupes du monde, en 1982 et 1986.

## Carrière
- 1974-1977 : Clyde  Écosse
- 1977-1980 : Aberdeen FC  Écosse
- 1980-1984 : Tottenham Hotspur  Angleterre
- 1984-1988 : FC Barcelone  Espagne
- 1987-1988 : Blackburn Rovers  Angleterre
- 1988-1990 : Hibernian Édimbourg  Écosse
- 1990-1991 : Espanyol Barcelone  Espagne
- 1990-1991 : St Mirren  Écosse
- 1991-1992 : Clyde  Écosse
- 1992-1993 : Fulham  Angleterre
- 1994-1996 : East Fife  Écosse

## Palmarès

### En équipe nationale
- 27 sélections et 4 buts avec l'équipe d'Écosse entre 1980 et 1986[1].

Aberdeen FC
- Champion du Championnat d'Écosse de football (1) :
  - 1980.
- Vice-champion du Championnat d'Écosse de football (1) :
  - 1978.
- Finaliste de la Coupe d'Écosse de football (1) :
  - 1978.

Tottenham Hotspur FC
- Vainqueur de la FA Cup (2) :
  - 1981 & 1982.
- Meilleur buteur du Championnat d'Angleterre de football (1) :
  - 1981: 20 buts.
- Vainqueur de la Coupe de l'UEFA (1) :
  - 1984.

FC Barcelone
- Champion du Championnat d'Espagne de football (1) :
  - 1985.
- Vice-champion du Championnat d'Espagne de football (2) :
  - 1986 & 1987.
- Finaliste de la Copa del Rey (1) :
  - 1986.
- Finaliste de la Coupe d'Europe des Clubs champions (1) :
  - 1986.